# Frederic August II d'Oldenburg
Frederic August II d'Oldenburg (1852 - 1931) va ser gran duc d'Oldenburg des de 1900 fins a 1918 esdevenint l'últim gran duc sobirà d'Oldenburg.
Nascut a Oldenburg el dia 16 de novembre de 1852, fill del gran duc Pere II d'Oldenburg i de la princesa Elisabet de Saxònia-Altenburg, Frederic August era net del gran duc August I d'Oldenburg i de la princesa Ida d'Anhalt-Bernburg-Schaumburg-Hoym. En canvi, per via materna era net del duc Josep I de Saxònia-Altenburg i de la duquessa Amàlia de Württemberg.
El dia 18 de febrer de 1878 contragué matrimoni amb la princesa Elisabet de Prússia, filla del príncep Frederic de Prússia i de la princesa Maria Anna d'Anhalt. La parella tingué dues filles:
- SA la duquessa Sofia d'Oldenburg, nada a Oldenburg el 1879 i morta a Westerstede el 1964. El 1906 es casà a Berlín amb el príncep Eitel Frederic d'Oldenburg de qui es divorcià el 1926. El 1927 es casà a Rastede amb l'aristòcrata Harald von Hedemann.

- SA la duquessa Margarida d'Oldenburg, nada a Oldenburg el 1881 i morta a Oldenburg el 1882.

El dia 24 d'octubre de 1896 contragué matrimoni a Schwerin amb la duquessa Elisabet de Mecklenburg-Schwerin. Elisabet era filla del gran duc Frederic Francesc II de Mecklenburg-Schwerin i de la princesa Maria de Schwarzburg-Rudolstadt. La parella tingué cinc fills:
- SAR el gran duc hereu Nicolau d'Oldenburg, nat a Oldenburg el 1897 i mort a Rastede el 1970. Es casà en primeres noces amb la princesa Helena de Waldeck-Pyrmont, i en segones núpcies amb l'aristòcrata Anne-Marie von Schutzbar.

- SA el duc Frederic August d'Oldenburg, nat a Oldenburg el 1900 i mort l'endemà.

- SA la duquessa Alexandrina d'Oldenburg, nada a Oldenburg el 1900 i morta el mateix dia.

- SA la duquessa Ingeborg d'Oldenburg, nada a Oldenburg el 1901 i morta a Bienebek (Holstein) el 1996. Es casà a Rastede el 1921 amb el príncep Esteve de Schaumburg-Lippe.

- SA la duquessa Altburg d'Oldenburg, nada a Oldenburg el 1903 i morta a Arolsen el 2001. Es casà a Rastede el 1922 amb el príncep Josies de Waldeck-Pyrmont.